# Calipso (mitologia)

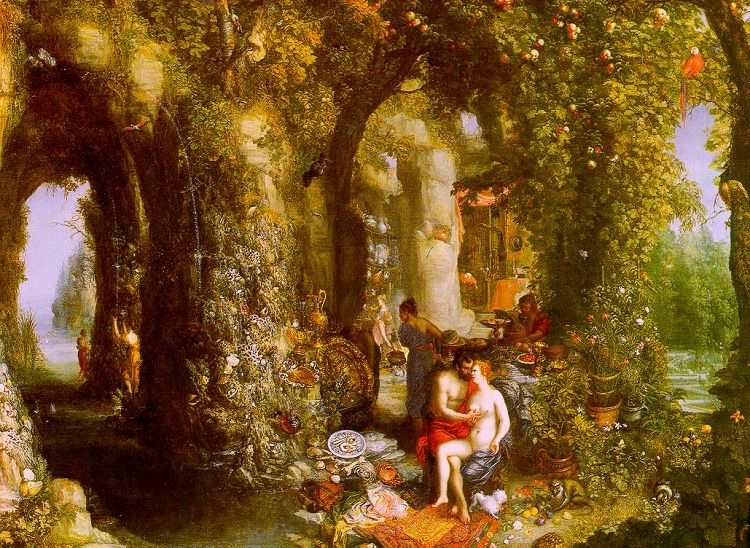
Ulisses i Calipso segons Jan Brueghel el Vell (1616)

Calipso (en grec antic Καλυψώ, “la que dissimula”) és, segons algunes fonts, una oceànide, però segons Homer, una nimfa, filla d'Atles i Plèione, que vivia a la part occidental de la Mediterrània. Altres tradicions la fan filla d'Hèlios i de Perseis, amb la qual cosa seria germana d'Eetes i de Circe.
Vivia a l'illa d'Ogígia, que els comentaristes de l'Odissea situen a la Mediterrània occidental, a la península de Ceuta. Altres autors la situen a l'Atlàntic. Calipso allotjà Odisseu que es trobava a la deriva després de naufragar la seva nau i va arribar a l'illa, complimentant-lo amb menges, beguda i el seu propi llit. El va retenir així durant set anys (o deu, o només un, segons algunes versions). Hesíode, a la Teogonia, diu que va tenir dos fills amb ell: Nausítou i Nausinou. Higí fa de Nausítou un fill d'Odisseu i Circe.
Calipso vivia en una cova profunda, amb moltes sales que donaven a jardins naturals, amb un bosc sagrat de gran extensió, que tenia immensos arbres, i fonts que feien petits rierols per la gespa. Passava el temps filant i teixint amb les seves serventes, també nimfes, que cantaven mentre treballaven. Calipso va intentar que Ulisses oblidés la seva vida anterior, i li va oferir la immortalitat i la joventut eterna si es quedava amb ella. Però l'heroi es va cansar de les seves moixaines i va començar a enyorar la seva dona Penèlope. Veient aquesta situació, Atena va intervenir i va demanar a Zeus que ordenés a Calipso que deixés marxar Odisseu. Zeus hi va enviar el seu missatger Hermes i Calipso, veient que no tenia més opció que obeir, li va donar material i vitualles perquè es construís un rai i continués el seu viatge, i li va indicar les constel·lacions per les que s'havia de guiar. Odisseu es va acomiadar d'ella, no sense cert recel per si es tractés d'una trampa, i va salpar. Algunes llegendes expliquen que Calipso va acabar morint de pena.